# Huifa He
Der Huifa He (chinesisch 辉发河) ist ein Nebenfluss des Oberlaufs des Songhua Jiang (Sungari) im Südosten der chinesischen Provinz Jilin. 
Er entspringt im Longgang Shan (龙岗山) im Kreis Liuhe und mündet in Huadian in den Songhua Jiang. Er hat eine Länge von 281 km und ein Einzugsgebiet von 149.000 Quadratkilometern. An seinem Oberlauf liegt die Hailong-Talsperre (Hailong shuiku).

## Nachschlagewerke
- Cihai („Meer der Wörter“), Shanghai cishu chubanshe, Schanghai 2002, ISBN 7-5326-0839-5